# Karl Hans Pollmer
Karl Hans Pollmer (* 12. Oktober 1911 in Herold; † 2. Juni 1987 in Dresden) war ein Pastor, Mundartdichter und Heimatforscher des sächsischen Erzgebirges.

## Leben
Der Sohn eines Strumpfwirkers ist der ältere Bruder des Mundartdichters Manfred Pollmer. Gemeinsam zog Pollmer mit seinen Eltern nach Geyer, wo er die Schule besuchte. Anschließend ging er auf die Oberschule nach Annaberg. Dort wurde Heimatliebe die Triebfeder seines Lebens.
Er studierte Theologie und Philosophie zunächst an der Universität Erlangen, danach an der Universität Leipzig und wurde 1935 Pastor der Evangelisch-methodistischen Kirche. Ab 1955 lebte er in Zschorlau. Die letzten Lebensjahre verbrachte er in der sächsischen Landeshauptstadt Dresden.

## Werk
Die Schaffung heimatlicher Verse, Lieder und Erzählungen des Erzgebirges war für den landschafts- und volksverbundenen Karl Hans Pollmer Herzenssache. Bereits als Jugendlicher schrieb er eigene Gedichte und Aufsätze für das Geyersche Wochenblatt. Die Begegnung mit Helmuth Stapff im Jahre 1945 gab seinem nebenberuflichen Schaffen einen wesentlichen Auftrieb. Außerdem trat er dem neugegründeten Kulturbund zur demokratischen Erneuerung Deutschlands bei.
Die erzgebirgische Singgruppe Pimpl-Maad war die erste, die seine Lieder in der Öffentlichkeit interpretierte. In den 1960er Jahren taten dies die Zschorlauer Nachtigallen. Seine Dichtungen fanden auch durch Heimatabende und mehrere Rundfunksendungen größere Verbreitung. 1950 erschien im Eigenverlag seine erste Publikation von Gedichten unter dem Titel Mei Hamit, dem folgte 1951 Herbst – Winter – Weihnachtszeit. Beide Werke erschienen allerdings nur in geringer Auflage. Erst das von Helmuth Stapff herausgegebene Buch Weihnachten im Erzgebirge, in dem mehrere Dichtungen Pollmers enthalten waren, sorgte dafür, dass einige seiner Lieder eine weite Verbreitung im Erzgebirge und darüber hinaus fanden.
1953 wirkte Pollmer an A. Zirklers Buch Wenn’s Weihnachten ist mit. Zwischen 1955 und 1957 beteiligte er sich auch an den Schneeberger Weihnachtbüchlein.
1960 finden sich im Standardwerk erzgebirgischer und vogtländischer Dichtung Stimmen der Heimat mehrere Werke von Karl Hans Pollmer abgedruckt.
Karl Hans Pollmer schrieb und publizierte zahlreiche Gedichte, Lieder, Erzählungen und Laienspiele in Mundart sowie Beiträge zur Heimatgeschichte. Dazu gehören beispielsweise:
- 1947 Weihnacht! (Gedicht)
- 1948 Spötherbst (Gedicht)
- 1949 Es schennste Blümel (Gedicht)
- 1951 Glück auf! (Gedicht)
- 1955 Mei Mutter (Erzählung)
- 1956 Dr Waag ben Wald (Gedicht)
- 1958 Mei klaa Kinnerglück (Gedicht)

Neben Heimatdichtungen schrieb Karl Hans Pollmer auch zahlreiche Bücher über christliche Themen. Dazu zählen unter anderem John Wesely, 1960; Die sein Antlitz suchen, 1965; Hände Gottes. 3. Aufl. Christliches Verlags-Haus, Stuttgart 1992.
Außerdem schrieb er für die Tagespresse und regionale Heimatzeitschriften wie Sächsische Heimatblätter und Erzgebirgische Heimatblätter (Vorgänger: Heimatfreund für das Erzgebirge) unzählige Aufsätze über heimatkundliche Themen des Erzgebirges.

## Ehrungen

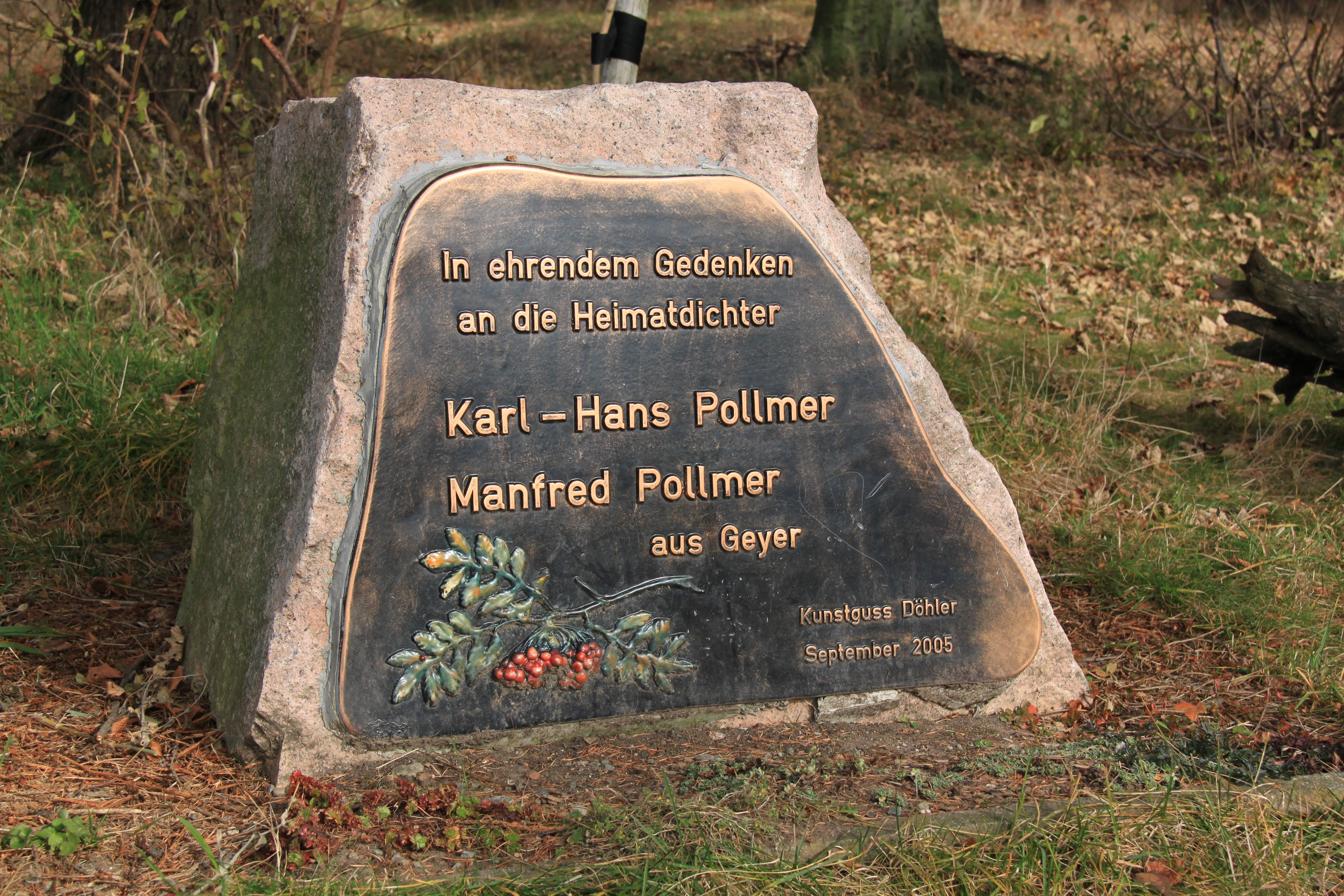
Gedenkstein für die Brüder Manfred und Karl Hans Pollmer in Geyer

Am 10. November 2005 wurde ein Granitblock mit folgender Inschrift für die beiden Pollmer-Brüder errichtet: In ehrendem Gedenken an die Heimatdichter Karl-Hans Pollmer und Manfred Pollmer aus Geyer Kunstguss Döhler September 2005.